# Greta Adami
Greta Adami (* 30. Juli 1992 in Viareggio) ist eine italienische Fußballspielerin. Sie bestritt zudem vom 20. Januar 2018 bis zum 9. April 2019 elf Länderspiele für die A-Nationalmannschaft Italiens.

## Karriere

### Vereine
Adami spielte im Alter von 15 Jahren das erste Mal in Pisa Vereinsfußball und gehörte in der Saison 2007/08 dem dort ansässigen Sporting Club an. Anschließend spielte sie bis zum Saisonende 2010/11 für Vigor Misericordia. Ihr längstes Verbleiben an einem Ort folgte danach und währte zehn Jahre lang – in Florenz spielte sie durchgängig in der Serie A, zunächst bis zum Saisonende 2014/15 für den ACF Firenze, danach bis zum Saisonende 2020/21 für den AC Florenz, der die Lizenz von Firenze übernommen hatte. Ihr erstes von 82 Punktspielen in der höchsten Spielklasse im italienischen Frauenfußball bestritt sie zum Saisonstart am 8. Oktober 2011 bis zu ihrer Auswechslung in der 55. Minute für Costanza Mascilli bei der 0:1-Niederlage im Heimspiel gegen die Frauenfußballmannschaft von Lazio Rom. Bis zum Saisonende am 19. Mai 2012 bestritt sie die restlichen 21 Saisonspiele, in denen sie ohne Torerfolg geblieben war. Dieser sollte sich in den folgenden drei Saisonen mit vier, drei und zwei Toren einstellen. Ihr erstes Tor gelang ihr am 22. September 2012 (1. Spieltag) beim 3:2-Sieg im Auswärtsspiel gegen den ASD Fiammamonza mit dem Treffer zum 2:0 in der 14. Minute. Von 2015 bis 2021 war sie für den AC Florenz in 117 Punktspielen aktiv, in denen sie acht Tore erzielte. Mit dieser Mannschaft gewann sie 2017 mit der errungenen Meisterschaft auch ihren ersten Vereinstitel – mit acht Punkten Vorsprung auf den zweitplatzierten ACF Brescia, dem Vorjahresmeister, hatte ihre Mannschaft die Spitzenposition im Klassement inne. Hinzu kam auch noch der Gewinn des nationalen Vereinspokals, der im Jahr 2018 gemeinsam mit dem nationalen Superpokal ebenfalls errungen wurde. Auf internationaler Vereinsebene bestritt sie bei vier aufeinander folgenden Teilnahmen ihrer Mannschaft am Wettbewerb der Champions-League 13 Spiele, davon insgesamt sechs (Hin- und Rückspiel) im Achtelfinale.
Von 2021 bis 2023 spielte sie für den Ligakonkurrenten AC Mailand für den sie in ihrer ersten Saison 21 Punktspiele bestritt, drei Tore erzielte und diese auf Platz 3 beendete. In der Folgesaison bestritt sie 17 von 18 Punktspielen der Hauptrunde und – als Neuerung zur Vorsaison – sechs von acht Spielen in der sich anschließenden Meisterrunde, in der ihre Mannschaft Platz 3 einnahm. In der Saison 2023/24 bestritt sie vom 17. September (1. Spieltag) bis zum 10. Dezember 2023 (10. Spieltag) ihre letzten acht Punktspiele für den Verein, bevor sie vom 21. Januar (14. Spieltag) bis zum 19. Mai 2024 (30. Spieltag) auf Leihbasis 15 Punktspiele (1 Tor) für die Frauenfußballmannschaft von Lazio Rom in der Serie B, der zweithöchsten Spielklasse, bestritt und somit zum Aufstieg der Mannschaft in die Serie A beitrug.
In der Saison 2024/25 spielte sie erneut in der Serie A und kam für den US Sassuolo Calcio lediglich an den Spieltagen 2, 4, 5 und 12 zu Punktspielen. Seit dem 3. Februar 2025 ist sie Vertragsspielerin der ASG Spezia Calcio.

### Nationalmannschaft
Adami kam als A-Nationalspielerin des FIGC in zwei Spieljahren in elf Länderspielen zum Einsatz. Ihr Debüt erfolgte am 20. Januar 2018 in Marseille beim 1:1-Unentschieden im Freundschaftsspiel gegen die Nationalmannschaft Frankreichs mit Einwechslung in der 84. Minute für Aurora Galli. Bei der Teilnahme ihrer Mannschaft am Turnier um den Zypern-Cup 2018 wurde sie in allen drei Spielen der Gruppe A in Larnaka eingesetzt. Im ersten und zweiten Gruppenspiel wurde sie in der 90. und in der 55. Minute jeweils für Martina Rosucci eingewechselt; in diesem, beim 3:0-Sieg über die Nationalmannschaft Wales’ am 2. März, sorgte sie mit ihrem ersten und einzigen A-Länderspieltor für den Endstand in der 86. Minute. Im abschließenden Gruppenspiel wirkte sie 90 Minuten lang und als Sieger aus der Gruppe hervorgegangen, wurde sie auch im Finale am 7. März berücksichtigt. Mit Einwechslung für Valentina Giacinti ab der 81. Minute erlebte sie die 0:2-Niederlage gegen die Nationalmannschaft Spaniens spielerisch mit.
Am 6. April 2018 bestritt sie ihr einziges WM-Qualifikationsspiel; das fünfte Spiel der Gruppe 6 wurde gegen die Nationalmannschaft Moldaus in Vadul lui Voda mit 3:1 gewonnen. In Cremona wurde sie am 9. Oktober 2018 in einem in Freundschaft ausgetragenen A-Länderspiel, dem vorletzten im Spieljahr 2018, berücksichtigt; von der Nationalmannschaft Schwedens trennte sie sich mit ihrer Mannschaft mit einem 1:0-Erfolg.
Mit der Nationalmannschaft nahm sie am Turnier um den Zypern-Cup 2019 teil und wurde in allen drei Spielen der Gruppe B (5:0 vs. Mexiko am 27. Februar, 3:0 vs. Ungarn am 1. März, 4:1 vs. Thailands am 3. März) berücksichtigt; im Finale, das am 6. März gegen die Nationalmannschaft Nordkoreas mit 6:7 erst im Elfmeterschießen verloren wurde, kam sie nicht zum Zuge. Ihre Länderspielkarriere fand am 9. April 2019 in Reggio nell’Emilia mit dem in Freundschaft ausgetragenen und mit 2:1 gegen die Nationalmannschaft Irlands gewonnenen Länderspiel ihr Ende.

## Erfolge
Nationalmannschaft
- Zypern-Cup-Finalistin 2018, 2019

AC Florenz
- Italienische Meisterin 2017
- Italienische Pokalsiegerin 2017, 2018
- Italienischer Supercupsiegerin 2018